# Gheorghe Dungu
Gheorghe Dungu (Bukarest, 1929. április 5. – Bukarest, 2023. június 15.) válogatott román labdarúgó, kapus, edző.

## Pályafutása

### Klubcsapatban
1946–47-ben az Explosivi Făgăraș, 1947–48-ban a CFR Făgăraș, 1948 és 1963 között a Rapid București labdarúgója volt. A Rapiddal két bajnoki második helyet ért el és kétszer volt románkupa-döntős a csapattal.

### A válogatottban
1962-ben két alkalommal szerepelt a román válogatottban.

### Edzőként
1963–64-ben a Progresul Alexandria, 1964–65-ben a Chimia Făgăraș, 1965–66-ban a Metalurgistul Cugir, 1966–67-ben az Oțelul Galați vezetőedzője volt. 1967 és 1972 között a Steaua București ifjúsági csapatainál dolgozott edzőként. 1972 és 1974 között a zanzibári válogatott szövetségi kapitányaként tevékenykedett. 1974–75-ben az Electroputere Craiova, 1975 és 1977 között a Dinamo Slatina, 1977 és 1980 között az Unirea Alexandria, 1980 és 1982 között a Laminorul Roman, 1982–83-ban a Rova Roșiori, 1983–84-ben az SM Caracal szakmai munkáját irányította. 1984–85-ben, 1986–87-ben és 1989-ben a Rapid București ifjúsági csapatánál dolgozott. Közben 1985–86-ban a Rapidnél segédedzőként, 1988-ban az SM Caracalnál vezetőedzőként tevékenykedett.

## Sikerei, díjai
Rapid București
- Román bajnokság
  - 2. (2): 1948–49, 1950
- Román kupa
  - döntős (2): 1961, 1962

## Statisztika

### Mérkőzései a román válogatottban
| Románia | Románia              | Románia                         | Románia | Románia  | Románia  | Románia    | Románia | Románia |
| #       | Dátum                | Helyszín                        | Hazai   | Eredmény | Vendég   | Kiírás     | Gólok   | Esemény |
| ------- | -------------------- | ------------------------------- | ------- | -------- | -------- | ---------- | ------- | ------- |
| 1.      | 1962. szeptember 30. | Bukarest, Augusztus 23. Stadion | Románia | 4 – 0    | Marokkó  | barátságos | -       | 80'     |
| 2.      | 1962. október 14.    | Drezda, Heinz Steyer Stadion    | NDK     | 3 – 2    | Románia  | barátságos | -       |         |
|         | Összesen             |                                 |         | 2        | mérkőzés |            | 0       | gól     |